# Municipio de Eagle Valley
El municipio de Eagle Valley (en inglés: Eagle Valley Township) es un municipio ubicado en el condado de Todd en el estado estadounidense de Minnesota. En el año 2010 tenía una población de 541 habitantes y una densidad poblacional de 5,94 personas por km².

## Geografía
El municipio de Eagle Valley se encuentra ubicado en las coordenadas 46°9′4″N 94°57′32″O / 46.15111, -94.95889. Según la Oficina del Censo de los Estados Unidos, el municipio tiene una superficie total de 91.11 km², de la cual 91,1 km² corresponden a tierra firme y (0 %) 0 km² es agua.

## Demografía
Según el censo de 2010, había 541 personas residiendo en el municipio de Eagle Valley. La densidad de población era de 5,94 hab./km². De los 541 habitantes, el municipio de Eagle Valley estaba compuesto por el 97,6 % blancos, el 0,37 % eran afroamericanos, el 0,18 % eran amerindios, el 0,92 % eran de otras razas y el 0,92 % eran de una mezcla de razas. Del total de la población el 2,59 % eran hispanos o latinos de cualquier raza.